# ستيف بارنت
ستيف بارنت (بالإنجليزية: Steve Barnett)‏ هو لاعب كرة قدم أمريكية أمريكي، ولد في 4 يونيو 1941 في ساند سبرينغ في الولايات المتحدة، وتوفي في 2 يناير 2018 في دانفيل في الولايات المتحدة.

## وصلات خارجية
- ستيف بارنت على موقع مرجع كرة القدم المحترفة.كوم (الإنجليزية)